# Spying Through a Keyhole
Spying Through a Keyhole is een boxset van de Britse muzikant David Bowie, uitgebracht op 5 april 2019. Het album bevat vier 7"-grammofoonplaten met negen nummers die allemaal in 1968 door Bowie zijn geschreven; op dat moment was hij bezig met de opnamen van zijn tweede album, David Bowie uit 1969. Alle nummers op het album zijn mono-opnames van demo's van enkele van deze nummers.

## Achtergrond
Spying Through a Keyhole werd aangekondigd in januari 2019. Het werd uitgebracht in 2019, de vijftigste verjaardag van het album David Bowie. De titel is afkomstig uit de tekst van het niet eerder uitgebrachte nummer "Love All Around". Een aantal nummers, waaronder "London Bye, Ta-Ta", "In the Heat of the Morning" en "Space Oddity" zijn wel eerder uitgebracht, maar niet in deze vorm. Een fragment van "Space Oddity", dat op het album staat, is de eerste demo die Bowie ooit van het nummer opnam. In de boxset zijn een aantal oude foto's van Bowie te zien, waaronder een die in 1968 werd genomen in het appartement van producer en vriend Tony Visconti. Op 21 juni 2019 werd het album eveneens beschikbaar gesteld via streaming media, waaronder Spotify.
Het album bereikte enkele hitlijsten. In het Verenigd Koninkrijk werd plaats 55 behaald, terwijl het in de Schotse albumlijsten tot de vijftiende plaats kwam. In Frankrijk kwam het niet hoger dan plaats 118.

## Nummers
- Alle nummers geschreven door Bowie.

1. "Mother Grey" (demo) - 2:59
2. "In the Heat of the Morning" (demo) - 3:04
3. "Goodbye 3d (Threepenny) Joe" (demo) - 3:20
4. "Love All Around" (demo) - 2:51
5. "London Bye, Ta-Ta" (demo) - 3:31
6. "Angel, Angel, Grubby Face" (eerste demoversie) - 2:34
7. "Angel, Angel, Grubby Face" (tweede demoversie) - 2:36
8. "Space Oddity" (fragment uit demo) - 2:41
9. "Space Oddity" (demo met alternatieve tekst [met John 'Hutch' Hutchinson]) - 4:05